# Amparo Gastón
Amparo Gastón Echevarría, coneguda com a Amparitxu, (Sant Sebastià, capital de Guipúscoa, 15 de maig de 1921 - Madrid, 24 d'octubre de 2009) va ser una intel·lectual i poeta espanyola. Amparo Gastón va ser una activa lletrada, col·laboradora del seu marit, Rafael Múgica Celaya, podent-se afirmar que va ser ella qui va crear la figura de Gabriel Celaya, en ser impulsora de la seva dedicació a la poesia. Juntament amb ell desenvolupà gran part de la seva obra. Individualment publicà obres en els anys 1953, 1955, 1958, 1964, obtenint premis.
Amparo Gascón va néixer a la ciutat de Donostia però va créixer a la població marinera d'Ondarroa, amb la qual va romandre, sentimentalment, unida la resta de la seva existència. Amparo procedia d'una família de militància comunista, que havia patit les conseqüències de la Guerra Civil, i va influir en la presa de consciència d'aquella realitat per Celaya. Amparo Gastón va morir després d'una llarga malaltia. Havia passat, amb el seu germà, per la presó.
El 8 d'octubre de 1946 va conèixer a Rafael Múgica Celaya en una llibreria de Sant Sebastià, establint-se una profunda relació entre ells que culminaria en matrimoni l'any 1986 després de molts anys de convivència.
Amparo va treballar amb Celaya i va influir directament en la seva obra. Van començar fundant la revista poètica "Norte" a Sant Sebastià i participant en certàmens, tertúlies i homenatges com el d'Antonio Machado a Baeza el 1966 o el de Lorca a Brasil el 1968 o les rellevants converses poètiques de Formentor el 1959.
En 1956 abandonen la capital guipuscoana i s'estableixen a Madrid després d'abandonar Celaya el seu treball com a enginyer a l'empresa familiar a Sant Sebastià. Allí desenvoluparien una intensa labor literària i naixeria definitivament la figura de Celaya.
Després de la mort de Celaya el 1991, es fa càrrec de la seva obra i manté una estreta relació amb la Diputació de Guipúscoa, que és propietària de la biblioteca i els fons documentals de Gabriel Celaya. També va mantenir la relació amb Sant Sebastià, acudint tots els anys, tal com acostumava la parella, a estiuejar a la ciutat.
El 2009 mor, després d'una llarga malaltia, al seu domicili madrileny.
Va publicar, al costat de Celaya, les obres següents:
- Ciento volando (1953).
- Coser y cantar (1955).
- Música celestial (1958).